# Браниполе
Браниполе е село в Южна България. То се намира в община Родопи, област Пловдив.

## География
Село Браниполе се намира на 8 километра южно от центъра на град Пловдив и на 2 километра от края на града. Намира се в Горнотракийската низина в подножието на планината Родопи. Освен град Пловдив, в близост до селото се намира град Куклен и селата Белащица, Брестник, Гълъбово и Марково.

## История
В праисторическите времена на мястото на селото се е намирало тракийско селище. В днешно време от него е останала малка могила. Старото име на Браниполе е Ахланово, което се интерпретира по два начина:
„лахана“ на гръцки означава зеле и от там да е дошло Ахлан. На турски това означава „ясно поле“, което се доближава до съвременното му име много по-точно. Навремето селото е било чифлик. Днес селото е напът да се слее със съседното село Белащица.

### Римско присъствие в землището
Следите, установени от археолозите и местните жители на Браниполе, показват по неоспорим начин, че по време на римската епоха съществувалото тук селище е било доста значимо. Най-вероятно по това време то се е разширило, обхващайки и съседните местности на днешната местност Свети Свети Константин и Елена. Според археолозите от същото време са и трите могили – некрополът, намиращ се в западната част – Търновица, и други две по-малки, които са още неразкопани.
Днес от тази епоха са намерени най-много веществени доказателства – антични останки. Те са открити най-вече при обработването на нивите, риголването на земята, като основи на постройки. Прави впечатление, че част от тях са зидани с камъни и червен хоросан, други са само от тухли и хоросан. Тук се забелязват големи кюпове, тухли, корубести керемиди, керамични фрагменти от съдове от римската епоха, глинени римски лампи.
Голяма част от кюповете, тухлите, керемидите, колоните произлизат от лозето на Петър Ив. Филипов, намиращо се в посока север, непосредствено до селищната могила. Трите кюпа били с размери 2 x 2,5 м с множество монети около тях. Когато за тях научил директорът на пловдивския Археологически музей, той пожелал да ги види. Така през годините 1970 – 1975 стана известна колективната находка от монети. Тук са открити още метални сечива, метални върхове на стрели, както и фрагменти на архитектурни части от мрамор и сиенитни колони.
Намереният сиенитен посветителски надпис (оброчна плочка на тракийски конник) в местността Св. св. Константин и Елена (в нивата на Иван Дърваров), според братя Шкорпил – основоположник на българската археологическа наука, датира от 76 година преди новата ера.
По сведение на местните жители в района на Браниполе е съществувала римска баня, захранвана с топла вода, докарвана по глинени тръби от село Куклен (днес град Куклен). Тя е разрушена, като на нейно място е издигната жилищна сграда. Същата неблагоприятна съдба е сполетяла и долната половина на мраморната плоча, която била счупена на три. Плочата, намерена през 1925 година от Иван Тафров, южно и близко до селищната могила, била с гръцки надпис. Тя обаче е изчезнала.
При селото е открита трикорабна базилика от VI век.

### Следи от тракийската култура
В статията си „Иманяри, спете спокойно“ Христо Баев отбелязва: „В могилата на Браниполе не се откриха съкровища, но учените взеха своето.“ Годината е 1987. Очевидецът пише: „При наближаване на могилата пред очите ни зейна тъмна дупка.“ След това той описва как са се спуснали в тунел, издълбан в пръстта. За всеобщо учудване по пода откриват недогорели свещи. Участниците виждат издълбан тунел, чиято дължина е 20 метра. Оглеждайки го, те констатират, че и той е дълбан на ръка. Според автора на статията, никой от тях не знаел, че в тракийските могили много рядко се открива злато в голямо количество, а ако някога все пак се намери, то има повече научна, отколкото търговска стойност. И това било потвърдено от специалиста по тракийските гробници ст.н. с. проф. Георги Китов от Археологически институт при БАН.
Могилата при Браниполе е една от най-големите в Пловдивския регион. От своя страна той е най-богатият на подобни паметници на тракийската култура по днешните български земи. Могилата е била насипана на границата между двете ери. Установено е, че през IV век тя е била използвана като некропол. Интересното в случая е това, че тук са намерени 11 гроба, като нито един от тях не е християнски, макар че по това време новата религия вече е обхванала целия Балкански полуостров. Всички погребения край Браниполе са били извършени по езически обичаи и ритуали. В два от гробовете труповете били изгорени – известно е, че така са постъпвали траките със своите мъртъвци. В останалите гробове трупополагането не е извършено съгласно каноните на християнството, тоест в посока изток-запад. Видният български археолог Георги Китов изрази мнение, че разкритията на тези погребения говорят, че традициите на езичеството са били много силни и продължават да съществуват далеч след приемането на християнството по нашите земи. Гробовете не са богати на находки. В тях са открити едва десетина глинени съда, както и четири монети от времето на Константин Велики, 11 мъниста и един добре запазен сребърен пръстен.
В статията си „Още веднъж за могилата край Браниполе“ Георги Китов прави задълбочен анализ на откритието. Установено е, че могилният насип е опасан от стабилна стена, изградена от дялани камъни и хоросан. За първи път в България се намира такава стена, изградена по такъв начин. Ето защо научната ѝ стойност е много висока. Археологическите наблюдения върху стената, която в научните среди се назовава крепида, дава възможност на археолозите да направят някои важни заключения, а и да изкажат предположения и хипотези.
Първото, което се набива на очи, е това, че зидът е стабилен. Той се състои от две части – основи, скрити в земята, и видима постройка. Височината е еднаква – около 1,50 м. Дебелината на зида е 1,40 м, което прави крепидата сложно съоръжение, като се има предвид, че дължината ѝ е 212 м.
Крепидите в тракийските могили в огромното си мнозинство са символични – примитивно очертана каменна окръжност. Те са били оформени единствено отвън. Но крепидата в Браниполе има прецизно изпълнено и вътрешно лице. Внимателният разрез на стената и насипа, както и наблюденията във вътрешността на могилата дават възможност да се установи, че крепидата е много по-ранна от могилата. Тя е строена, за да огради една кръгла площадка, върху която са извършени религиозни ритуали.
Друга особеност на крепидата от Браниполе умножава нейната научна стойност. Без успоредици в проучените могили тя изненадващо се оказва паралел на най-ранните стени от Форума на Филипопол (днес Пловдив).
Сега крепидата е срината и изравнена със земята.
За да разкрие богатството на историческите писмени и веществени извори, които са съхранили могилите (четири на брой), съседните местности на днешната Св. св. Константин и Елена, археологът Димитър Цончев в публикацията си „Старо селище при Браниполе“ описва подробно многото останки при обработването на нивите и риголването на лозята:
Част от мраморна цилиндрична колона – намерена е на около 250 м източно от селищната могила на нивата на Георги Желязков. Тук е имало и други отломки от архитектура, от които един сиенит с голяма дупка. Той е пренесен в селото.
Долна половина от мраморна оброчна плочка на Хероса (Исторически музей – Пловдив, инв.№ 1980). Запазени са долната половина от тялото на коня, десният крак на конника и долната половина от тялото на женска фигура пред тях. Тя е намерена от Никола В. Филипов между следи от постройки, които археологът Д. Цончев е видял заедно с по-долу описаните фрагменти от оброчни плочки на Дионис и Хигия в местността Стойкова върба, отстояща на 300 – 400 м северозападно от селищната могила.
Фрагмент от мраморна оброчна плочка на Хигия. Запазен е бюстът на Хигия, с причесана коса, над която се виждат следи от две растителни листа. Жената е облечена с хитон, а около дясната ѝ ръка се увива змия (Исторически музей – Пловдив, инв.№ 1986).
Фрагмент от мраморна оброчна плочка на Дионис. На плочката са били представени две сцени: горна и долна. От горната сцена са запазени ходилата от краката на Дионис. От долната – гроздобер, а в долния десен ъгъл личи един лин, в който двама сатири, от които сега единият е напълно запазен, тъпчат грозде. Към лина, идващ отляво, се отправя трети сатир. Той носи в ръцете си кошница с грозде, за да го изсипе, а след него – Пан с гега.
Правоъгълна оброчна плочка на Силван с повреден горен десен ъгъл. Силван, брадат, с шапка на главата (или грубо предадената му коса), облечен е с къс хитон, препасан през кръста със завързан отпред колан, чиито краища свободно висят. Ясно личи как с двете си ръце, поставени над колана върху корема си, държи два косера, а вляво от него е куче, обърнато към самия бог. Под Силван е очертано грубо правоъгълно поле, вероятно предвидено за надпис, без обаче такъв да е даден. Плочката е открита в нивата на Рангел Бонев, отстояща на 250 м южно от селищната могила, където е имало и зидове от постройки.
Долна половина от мраморна оброчна плочка на Силван. Запазени са: долната половина от тялото на бога; вляво от него под ръката му виси вероятно борово клонче – както се вижда от иглолистните му листа; от дясната му страна има куче, обърнало глава към него.
Четвъртит жертвеник от мрамор, на който трите страни са обработени – украсени, а четвъртата – грубо одялана, горе и долу – прифирован, с повредени долни ъгли. Трите му страни в краищата – по ъглите, са украсени с овнешки глави, значително повредени. Най-горните части са украсени с орнаменти – бръшлянови листа, полукръгли растителни листа. Жертвеникът е намерен в градината на католишкия чифлик Свети Феникс в селото. Понастоящем се съхранява в Археологическия музей в град Пловдив.
Фрагмент от мраморна оброчна плочка на Зевс и Хера в колесница, теглена от два коня. Запазени са по-голяма част от единия кон, до задния крак от който се подава друг, този на втория кон; част от тялото на Зевс, облечен в мантия, който в ръцете си държи поводите.
Археологическите извори напомнят и потвърждават, че в голямата селищна могила и в другите три, отстоящи на около 500 м от нея, са пребивавали първите хора, успели да приспособят камъка и дървото в средства, обслужващи и подпомагащи техния бит. С развитието на уменията им и с желанието за по-добър живот те опознали свойствата на глината. От една нива в землището на Браниполе са изровени три грамадни глинени кюпове с размери около 2,5 метра дължина и 2 метра ширина с множество монети около тях. За археолозите това било рядка старинна находка. Тези предмети навремето не са били освидетелствани, но няма никакво съмнение, че в началото на новата ера в мерата на Браниполе е кипяла разнообразна земеделска и търговска дейност. Находката от гръцки сребърни монети, датиращи от второто столетие след Христа, навела учените на констатацията, че те били силно обгорени и почернени. Това говори, че в дълбока древност те са били жертва на пожар. Една от монетите е от остров Тасос. Днес монетите се пазят и съхраняват в Археологическия музей в град Пловдив в неговата нумизматична секция.
Едно е важно да се отбележи – край това древно селище е минавала главната пътна артерия от Виена до древния град Константинопол. По този път са минавали и кръстоносците в опитите им да си върнат свещените земи от Близкия изток. Като потвърждение на голямото значение на този път говори и сегашното му название – Друмът. На места бил изграден с каменна настилка, която вероятно датира от времето на римляните.

### Селскостопански бит на жителите в селото
През XIX век в браниполските чифлици е било основно застъпено бубарството и най-вече лозарството. Някои чифлици били управлявани лично от собствениците си, а други чрез подставени лица – драгомани. Част от собствениците – вероятно притиснати от най-различни обстоятелства, започнали да предоставят чифлиците си на изполица. Най-значителната част работници по тези земи идвали от съседното село Гълъбово, които и преди, и след Освобождението ставали ратаи. В края на 19-ото столетие те започнали да работят и като изполичари. Когато чифликчийството започнало да се разпада, собствениците продавали изцяло чифлиците си. Изполичарите закупували отделни ниви, или няколко семейства се сдружавали с цел да закупят целия чифлик. Така от прочут чифликчийски център Браниполе се преобразувало в обикновено полско селище. Първите преселници пристигнали тук около 1880 година от съседното село Гълъбово, като преселването продължило до средата на XX век. Новопристигналите собственици разрушават жилищата на чифликчиите, както и ненужните им вече стопански сгради и на тяхно място изграждат съвременни жилищни домове.
Преди Освобождението в чифлиците се отглеждали продукти предимно за изхранване на собствената фамилия, а друга част от произведеното по пътя на данъчните тегоби били предоставяни за турската администрация и войска. Това било задължение на всяко семейство. По-едрите и крупни земевладелци изнасяли продукцията си на пазара. Паралелно с развитието на земеделието се отделя внимание и на животновъдството. По това време частните стопани насочват вниманието си и към отглеждането на тютюн.
През пролетта на 1949 г. в селото се създава кооперативно земеделско стопанство за колективна обработка на земята. Най-напред в стопанството влизат семейства с малко земя. През есента на 1950 – 1951 г. се извършва масовизация на стопанството. Първият председател на кооператива е Петър Арнаудов. След него идва Любен Миланов. За периода 1955 – 1961 година тежкият пост се заема от още шестима, но все външни хора. Едва през 1961 г. начело на местното земеделско стопанство застава местният кадър Петър Спасов, който завършва тогавашния Висш селскостопански институт, днес Аграрен университет – Пловдив. Още в началото на трудовата си дейност той насочил уменията и знанията си върху
земеустрояването на земята, подобряване състава на културите, въвеждане на нови, по-съвременни технологии при обработка на земята, отглеждане на нови сортове овощни дървета и лозя, ефективно използване на напоителната система, подобряване организацията на труда и увеличаване доходите на селскостопанските работници. Благодарение на постоянните грижи и въвеждането новостите в трудната селскостопанска работа в Браниполе започват да пристигат научни специалисти от развитите западноевропейски страни като Франция, Италия и от бившия Съветски съюз.
В процеса на обработка на земята се въвеждат все повече механизирани процеси от местни специалисти – рационализатори. Това решително подобрява както качеството на селскостопанската дейност, така и привлича вниманието на учените специалисти в аграрните науки. Появяват се публикации в местния и националния печат за успехите на стопанството в Браниполе. В статията „Селскостопанско производство“ (1967 г.) например се описват постиженията на Георги Божинов при въвеждане на автоматичната фреза при обработката на палметните насаждения.
Както на много места, така и тук стопанството изпитвало остра нужда от работници и квалифицирани специалисти. По това време държавното ръководство приело нужните нормативни документи за пренасочване на работната сила от засегнатите от разгърналото се язовирно строителство към нуждаещите се земеделски райони. На 7 април 1967 година Министерството на архитектурата и благоустройството заедно с Министерството на финансите със заповед № 460 село Браниполе се оказва в списъка на селата, за които трябва да се приложат мероприятията за ускорено решаване на жилищния проблем на пристигналите в него семейства. Преди тази заповед от селата Малки Воден и Бориславци, засегнати от бъдещето изграждане на яз. „Ивайловград“ през 1962 година, се преместват да живеят в Браниполе 578 души. От село Видима, община Троян, през 1959 – 1961 година се заселват в Браниполе 108 жители, а от Каменна река, Елховско – 89. Най-много заселници тук има от селата Безводно и Песнопой, Ардинско – 358 души. Скоро Браниполе нараства на 2608 жители по данни на Териториално статистическо управление – Пловдив. По този начин практически се решава и основният въпрос с работната ръка. Жилищният фонд на Браниполе също бележи значителен ръст. Селото за кратко време се превръща в едно наистина красиво и привлекателно за живот и труд място в близост до големия областен център Пловдив.

## Население
Численост на населението според преброяванията през годините:
| \| Година на преброяване \| Численост \| \| --------------------- \| --------- \| \| 1934 \| 567 \| \| 1946 \| 671 \| \| 1956 \| 758 \| \| 1965 \| 1654 \| \| 1975 \| 2332 \| \| 1985 \| 2637 \| \| 1992 \| 2481 \| \| 2001 \| 2625 \| \| 2011 \| 2624 \| \| 2021 \| 2698 \| |           |
| Година на преброяване | Численост |
| 1934 | 567       |
| 1946 | 671       |
| 1956 | 758       |
| 1965 | 1654      |
| 1975 | 2332      |
| 1985 | 2637      |
| 1992 | 2481      |
| 2001 | 2625      |
| 2011 | 2624      |
| 2021 | 2698      |

### Етнически състав
Преброяване на населението през 2011 г.
Численост и дял на етническите групи според преброяването на населението през 2011 г.:
|                     | Численост | Дял (в %) |
| Общо                | 2624      | 100.00    |
| Българи             | 1269      | 48.36     |
| Турци               | 602       | 22.94     |
| Цигани              |           |           |
| Други               |           |           |
| Не се самоопределят | 4         | 0.15      |
| Неотговорили        | 743       | 28.31     |

## Религии
В селото живеят християни (предимно православни) и мюсюлмани.
Православната църква се нарича „Свети Свети Константин и Елена“. Тя се намира срещу кметството в центъра на селото. Параклисът „Свети Архангел Михаил“ се намира срещу гробището на селото. В източния край на селото се намира джамията.

### История на религиозния живот в Браниполе
Още през втората половина на XIX век, в землището на Браниполе се оформя католически чифлик в размер на 1260 дка. Земята била закупена от заможни католици в Пловдив. За нейната обработка тук идвали цели семейства от селата Секирово и Генерал Николаево – днес квартали на град Раковски. За да поддържат силата и вярата на изповядващите католицизма хора през 1900 година в двора на чифлика те издигнали своя черква. След години чифликът бил превърнат в манастир, наречен „Свети Феликс“.
Това амбицирало и православните християни и те се заели да построят християнска черква. Техните намерения били осъществени едва през 1927 – 1928 година. Както католиците събирали доброволни дарения за построяването на свой религиозен дом, така и християните от Браниполе търсели спомоществователи за изграждане на своя духовен храм. През далечната 1929 година се извършва освещаването на черквата. На този тържествен ден присъствало цялото християнско население както от селото, така и от близките селища. Много свещеници от Пловдивската епархия също уважили паметното събитие.
Първият свещеник, който поел църковните дела в свои ръце, е отец Петър Блудов.
По примера на католиците и християните мюсюлманите също отправили оферта към община „Родопи“ за построяване на джамия. И тук дарителството изиграва решителна роля. Тя е открита на 4 ноември 2002 година.

## Развитие на младежката спортна дейност
За развитие на младежката спортна дейност в село Браниполе започва да се говори през 30-те години на XX век. През 1936 година е основан спортен клуб „Сокол“. Водени от В.Чернеев и В.Трангов, браниполци създали първия футболен отбор. Приемници на „Сокол“ са СК „Бенковци“ и „Тракийска слава“. На 8 декември 1983 година се създава КФС „Устрем“. В периода 1983 – 1989 г. са построени: комбинирана площадка от две волейболни игрища, баскетболно и хандбално игрище с асфалтова настилка в училището. През 1983 година се създава и тенис зала. Спортният клуб разполагал с две тенис маси в парка на селото, както и с волейболна кортова площадка – те са изградени през 1986 година.
Идват обаче години, в които приетият Закон за възстановяване на земите преустановява използването на футболното игрище. Същата съдба сполетява и волейболната площадка, както и тенис масите в парка. Лишени от спортната си база, младежите търсят благоразположението на училищното ръководство за ползване на старата му база.
Гордостта на жителите на Браниполе е Надежда Алексиева, която прослави родното си село в страната и по света. Нейният славен спортсменски път по биатлон започва в училището в родното ѝ село, после в спортното училище в Чепеларе, за да разгърне докрай своите възможности и талант в Националната спортна академия в София. Богата е днес нейната колекция от завоювани спортни успехи и постижения, съпроводени с много награди и отличия. Надежда се кичи със славата на многогодишен републикански шампион. В световните шампионати зае II място щафета, III място отборно бягане, III място за девойки индивидуално бягане, IV място за жени – спринт, III място за генерално класиране за световната купа. В Олимпийските игри завоюва: IV място спринт, IV място щафета, V място индивидуален биатлон, както и две победи в кръгове за световната победа.
Другата спортна представителка – Надежда Костова Стоянова, е бързо припозната от специалистите в Спортното училище в Пловдив, специалност Вдигане н тежести. Младата спортистка, пълна с амбиции и надежди за високи спортни успехи, цели осем пъти завоюва шампионското място в Републиканската надпревара по вдигане на тежести. А при провелото се европейско първенство в Стокхолм тя завоюва IV място за девойки, следва III място в Испания, IV място за жени в Полша.

## Обществени институции
Новото кметство е завършено през 2003 г. Училището в Браниполе е ОУ „Свети Свети Кирил и Методий“. Има детска ясла и градина.

### Читалище „Никола Вапцаров“
През 1920 година по-будните и любознателни младежи на Браниполе – общо 36 души, основали свое читалище. Неслучайно му дали първоначалното име „Светлина“, тъй като искали новата духовна институция да пръсне своите лъчи във всеки дом. Макар и при недостатъчна материална база, читалищната дейност допринася много за културното израстване на населението.
В новата училищна сграда, построена след 1930 година, имало три стаи – две за учениците и една за учителите. Междинната стена на учебните стаи била съборена и така се образувал голям салон с размери 20 на 10 метра. Точно на това място били посети първите кълнове на читалищната дейност, които бързо намерили радушен прием сред местните жители. В този немалък салон се изнасят беседи, четат се сказки, подготвят и изнасят театрални представления, раздават се книги от учителите и по-начетените възрастни жители. Театралната дейност бележи значителни успехи с пиесите: „Докторът от с. Ястребино“, „Дялба“, „Службогонци“, „Пленникът от Крикери“, „Народна седянка“. Със събраните от представленията средства се купуват книги и списания. С разширяване на читалищната дейност училището се оказва твърде тясно. Така назрява необходимостта от изграждане на собствена читалищна база. За целта се определя място в училищния двор. Благородната инициатива обединява всички жители на селото. Събират се дарения от селскостопански продукти. Получените средства от тяхната продажба се отделят за строежа на читалището. Така браниполци бързо реализират мечтата си да имат читалище, където да се срещат, общуват, изявяват творческите си заложби, да изнасят театрални постановки. Решително се подобрява и библиотечната дейност.
Постепенно към богатата и разнообразна читалищна дейност се присъединяват много млади хора, чрез които навлизат новите методи и форми на просветната дейност. Като недостатък на читалищната работа по това време се отчита ролята на библиотеката поради липсата на подходящи помещения за съхраняване на книжния фонд. По-късно по волята на обществеността и с подкрепата на градския съвет за култура се изгражда малка постройка, в която се назначава и щатен библиотекар.
В годините преди идването на демократичните промени в състава на читалището е функционирал и детски акордеонен състав с ръководител Зоя Цанкова. Тези талантливи и даровити музиканти през 1987 година стават носители на Диплом и значка от II републикански фестивал на любителското творчество.
През 1996 – 1997 година в читалището е открита школа за народни танци. Те се ръководят последователно от Дора Генова и Емил Тодоров от Пловдив, които с умение разкриват магията на народния танц пред младите си последователи.
В същото време в читалището се оформя и група за художествено слово с ръководител Величка Георгиева и Диню Колев.
Добра дейност в годините 2002 – 2003 развива и школата за спортни танци.
Школата по изобразително изкуство с ръководител Веселина Роглекова се оказва първата подобна школа към читалищата в община „Родопи“ – Пловдив.
Читалището, съвместно с Клуба на пенсионера, възстанови през 2009 година традициите на певческата самодейност с ръководител Костадин Джурджев.
Една от основните дейности на читалището, която стига до всеки дом и жител на Браниполе, е библиотечната. Днес най-голям дял в книжния фонд се пада на художествената, детската и научнопопулярната литература.

## Редовни събития
На 21 май (Свети Свети Константин и Елена) е празникът на селото. Тогава се провежда и традиционния събор.